# Jordan Stewart (Fußballspieler, 1996)
Jordan Stewart (* 5. März 1996 in Glasgow) ist ein schottischer Fußballspieler.

## Karriere
Jordan Stewart wurde im März 1996 in Glasgow geboren. Seine Karriere begann er im Jahr 2006 in der Jugend des FC St. Mirren aus dem etwa 10 Kilometer westlich seiner Geburtsstadt gelegenen Ort Paisley. Am 23. Mai 2015 gab Stewart sein Profidebü,t als er für die bereits als Absteiger feststehenden Saints in der Partie des letzten Spieltages der Saison 2014/15 gegen Hamilton Academical für Jeroen Tesselaar eingewechselt wurde. In der Zweitligasaison 2015/16 kam Stewart insgesamt 13 Mal zum Einsatz. Im Mai 2016 verlängerte der 20-Jährige seinen auslaufenden Vertrag um eine weitere Saison.